# Parsifal (film, 1904)
Parsifal je americký němý film z roku 1904. Režisérem je Edwin S. Porter (1870–1941). Film trvá zhruba 25 minut.
Film vychází ze stejnojmenné opery Parsifal od německého hudebního skladatele Richarda Wagnera (1813–1883).

## Obsazení
| Adelaide Fitz-Allen | Kundry   |
| Robert Whittier     | Parsifal |